# Burgstall Lichtenberg (Oberösterreich)
Der Burgstall Lichtenberg  wird aufgrund seiner Lokalisierung im Hornbachgraben auch Burgstall Hornberg genannt und bezeichnet eine abgegangene Höhenburg in der gleichnamigen Gemeinde im Bezirk Urfahr-Umgebung von Oberösterreich.
Im Gemeindegebiet von Lichtenberg sind mehrere mittelalterliche Wehrbauten nachgewiesen oder werden dort vermutet. So wird in Altlichtenberg der Bauernhof Lichtenberger als ehemaliger Sitz der Lichtenberger angenommen; allerdings sind hier keinerlei Wehranlagen nachweisbar. Sodann ist beim Bauernhaus Ober-Mühlberger (Mühlberg 2, auf dem sog. „Gschloßhübel“) ein Burgstall vorhanden, der mit Wall und Graben abgesichert ist. Sodann ist bei der Einmündung des Hornbachtales in den Haselgraben der Burgstall Hornberg vorhanden (in der Nähe der sog. Speichermühle).

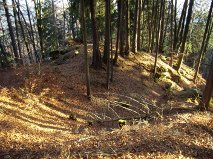
Burgplatz des Burgstalls Lichtenberg

Diese Erdsubstruktion im Hornberggraben könnte der verschollene Sitz der Herren von Lichtenberg sein. 1220 wird hier ein Ottacherus de Lihtenberch erwähnt.
Da die Anlage nicht denkmalgeschützt ist, besteht die Gefahr ihrer Zerstörung durch Baumaßnahmen, wodurch ein für das Mühlviertel bedeutsames, historisches Denkmal verloren ginge.